# Kurt Kreuger
Kurt Kreuger (Michendorf, 23 luglio 1916 – Los Angeles, 12 luglio 2006) è stato un attore tedesco naturalizzato statunitense.

## Biografia
Figlio di un facoltoso uomo d'affari, Kreuger crebbe in Svizzera, quindi frequentò la London School of Economics e si iscrisse alla Columbia University per frequentare la facoltà di medicina, ma presto abbandonò gli studi per intraprendere la carriera di attore.
All'inizio degli anni quaranta si affermò sugli schermi cinematografici in pellicole di propaganda bellica, nelle quali gli vennero principalmente affidati ruoli di ufficiali tedeschi e di nazisti. Tra le sue interpretazioni, da ricordare quelle nei film Sahara (1943) di Zoltán Korda, al fianco di Humphrey Bogart, Nessuno sfuggirà (1944) di André De Toth, Berlino Hotel (1945) di Peter Godfrey, e A Parigi nell'ombra (1945) di Gregory Ratoff. Fu inoltre protagonista accanto a Simone Simon di Mademoiselle Fifi (1944), un dramma ambientato durante la guerra franco-prussiana, in cui interpretò il ruolo del tenente von Eyrick.
Pur essendo uno degli attori più richiesti della casa produttrice Twentieth Century Fox, Kreuger rimase confinato in stereotipate caratterizzazioni di arroganti militari teutonici. Solo in sporadiche occasioni riuscì a evadere dal cliché, come nel sentimentale Non dirmi addio (1946) di Walter Lang, nel noir Il grattacielo tragico (1946) di Henry Hathaway, in cui impersonò un avvocato corrotto, poi nella commedia sofisticata Infedelmente tua (1948) di Preston Sturges, in cui recitò al fianco di Rex Harrison e di Linda Darnell, nel ruolo di assistente e segretario di un famoso direttore d'orchestra.
Divenuto cittadino americano nel 1944, all'inizio degli anni cinquanta Kreuger tornò per un breve periodo in Europa, recitò in diversi film tedeschi e anche in Italia, dove venne diretto da Roberto Rossellini nel dramma La paura (1954), interpretato da Ingrid Bergman. Ritornò negli Stati Uniti nel 1955, dopo essere rimasto ferito in un incidente d'auto a Parigi, e apparve nel film bellico Duello nell'Atlantico (1957), diretto da Dick Powell e interpretato da Robert Mitchum e Curd Jürgens. Nel decennio successivo recitò in numerose serie televisive, come Indirizzo permanente (1958-1963), Perry Mason (1959-1964), Organizzazione U.N.C.L.E. (1964), Le spie (1965), Missione impossibile (1967). Apparve per l'ultima volta sul grande schermo nel film Il massacro del giorno di San Valentino (1967) di Roger Corman.
Dopo il ritiro dalle scene, Kreuger si occupò con successo di investimenti immobiliari. Proprietario di un palazzo a Beverly Hills, ove risiedeva, aveva una seconda casa ad Aspen, in Colorado, località dove praticò regolarmente lo sci fino in tarda età. Morì il 12 luglio 2006, all'età di 89 anni, al Cedars-Sinai Medical Center di Los Angeles, a seguito di un ictus.

## Filmografia parziale

### Cinema
- Secret Service in Darkest Africa, regia di Spencer Gordon Bennet (1943)
- Sahara, regia di Zoltán Korda (1943)
- Nessuno sfuggirà (None Shall Escape), regia di André De Toth (1944)
- Mademoiselle Fifi, regia di Robert Wise (1944)
- Berlino Hotel (Hotel Berlin), regia di Peter Godfrey (1945)
- I fuggitivi delle dune (Escape in the Desert), regia di Edward A. Blatt (1945)
- A Parigi nell'ombra (Paris Underground), regia di Gregory Ratoff (1945)
- The Spider, regia di Robert D. Webb (1945)
- Il grattacielo tragico (The Dark Corner), regia di Henry Hathaway (1946)
- Non dirmi addio (Sentimental Journey), regia di Walter Lang (1946)
- Infedelmente tua (Unfaithfully Yours), regia di Preston Sturges (1948)
- K 2 operazione controspionaggio (Spy Hunt), regia di George Sherman (1950)
- La paura, regia di Roberto Rossellini (1954)
- Duello nell'Atlantico (The Enemy Below), regia di Dick Powell (1957)
- I berberi contro la Legione Straniera (Legion of the Doomed), regia di Thor L. Brooks (1958)
- Papà, ma che cosa hai fatto in guerra? (What Did You Do in the War, Daddy?), regia di Blake Edwards (1966)
- Il massacro del giorno di San Valentino (The St. Valentine's Day Massacre), regia di Roger Corman (1967)

### Televisione
- Crusader – serie TV, episodio 1x06 (1955)
- Navy Log – serie TV, episodio 3x10 (1957)
- Route 66 – serie TV, 1 episodio (1961)
- Indirizzo permanente (77 Sunset Strip) – serie TV, 5 episodi (1958-1963)
- Perry Mason – serie TV, 2 episodi (1959-1964)
- G.E. True – serie TV, episodio 1x22 (1963)
- Combat! – serie TV, 2 episodi (1963-1965)
- Organizzazione U.N.C.L.E. (The Man from U.N.C.L.E.) – serie TV, 1 episodio (1964)
- Le spie (I Spy) – serie TV, episodio 1x09 (1965)
- Missione impossibile (Mission: Impossible) – serie TV, 1 episodio (1967)
- Selvaggio west (The Wild Wild West) – serie TV, episodio 3x10 (1967)
- Get Smart – serie TV, 2 episodi (1970)
- Barnaby Jones – serie TV, 1 episodio (1975)
- Wonder Woman – serie TV, 2 episodi (1976-1977)

## Doppiatori italiani
- Stefano Sibaldi in Infedelmente tua
- Pino Locchi in La paura
- Gianfranco Bellini in Duello nell'Atlantico
- Glauco Onorato in Il massacro del giorno di San Valentino